# Isabell Herlovsen
Isabell Herlovsen (ur. 23 czerwca 1988 w Mönchengladbach), norweska futbolistka klubu Kolbotn IL i reprezentacji Norwegii, w której zadebiutowała w wieku 16 lat. Uczestniczka Mistrzostw Europy w piłce nożnej kobiet (2005) (wicemistrzostwo) oraz Mistrzostw Świata w piłce nożnej kobiet (2007) w Chinach. Uczestniczyła też w turnieju olimpijskim w Pekinie (2008).
Jej ojcem jest norweski piłkarz Kai Erik Herlovsen.